# Rothia simplex
Rothia simplex là một loài bướm đêm trong họ Noctuidae.